# Silene hideakiohbae
Silene hideakiohbae är en nejlikväxtart som beskrevs av Rajbh. och Mits.Suzuki. Silene hideakiohbae ingår i släktet glimmar, och familjen nejlikväxter. Inga underarter finns listade i Catalogue of Life.